# Phora tubericola
Phora tubericola är en tvåvingeart som beskrevs av Georg von Frauenfeld 1866. Phora tubericola ingår i släktet Phora och familjen puckelflugor.
Artens utbredningsområde är Österrike. Inga underarter finns listade i Catalogue of Life.